# Jean Heather
Jean Heather (Omaha, 21 de febrero de 1921-Los Ángeles, 29 de octubre de 1995) fue una actriz estadounidense que apareció en ocho largometrajes durante la década de 1940.
Actuó en dos películas nominadas al Óscar en 1944, el drama criminal Double Indemnity, en el que interpretó a Lola Dietrichson, una joven convencida de que su madrastra Phyllis (Barbara Stanwyck) es responsable del asesinato del padre de Lola; y Going My Way, donde interpretó a una adolescente fugitiva asistida por el padre O'Malley (Bing Crosby).
La carrera de actriz de Heather se vio truncada por un accidente automovilístico en diciembre de 1947, en el que fue arrojada de su automóvil al pavimento y sufrió graves laceraciones faciales.
Heather asistió a la Universidad Estatal de Oregón, 1940-41. Se transfirió a la Universidad de Washington en 1942. Fue una iniciada del capítulo Alpha Theta de Alpha Delta Pi en la Universidad de Washington. Los campamentos de la Marina, la Armada, el Ejército y la Guardia Costera en el estado de Washington la nombraron «Chica de los sueños de la cantina del noroeste».
Se casó con el también actor Arthur F. Meier (nombre artístico John Stockton) el 5 de julio de 1944 en Glendale, California. Heather murió diez años después. Ambos fueron incinerados y sus cenizas esparcidas en el Océano Pacífico.

## Filmografía
| Año  | Título                        | Role                  | Notas         |
| ---- | ----------------------------- | --------------------- | ------------- |
| 1942 | Holiday Inn                   | 4th of July Dancer    | Sin acreditar |
| 1944 | Going My Way                  | Carol James           |               |
| 1944 | Double Indemnity              | Lola Dietrichson      |               |
| 1944 | Our Hearts Were Young and Gay | Frances Smithers      |               |
| 1944 | The National Barn Dance       | Betty                 |               |
| 1945 | Murder, He Says               | Elany Fleagle         |               |
| 1945 | Duffy's Tavern                | Jean Heather          |               |
| 1946 | The Well-Groomed Bride        | Wickley               |               |
| 1947 | The Last Round-up             | Carol Taylor          |               |
| 1949 | Red Stallion in the Rockies   | Cynthia "Cindy" Smith |               |